# Das Hofkonzert
Das Hofkonzert is een Duitse filmkomedie uit 1936 onder regie van Detlef Sierck. De film werd destijds  uitgebracht onder de titel Hofconcert.

## Verhaal
De zangeres Christine Holm is op zoek naar haar vader. Zo komt ze terecht aan het hof van een klein koninkrijkje. Daar laat luitenant Walter van Arnegg zijn oog vallen op haar. Hij gaat echter twijfelen of het wel een goed idee is om verliefd te worden op een burgermeisje.

## Rolverdeling
| Acteur                | Personage                   |
| --------------------- | --------------------------- |
| Marta Eggerth         | Christine Holm              |
| Johannes Heesters     | Luitenant Walter van Arnegg |
| Kurt Meisel           | Luitenant Florian Schwälble |
| Herbert Hübner        | Minister Von Arnegg         |
| Ernst Waldow          | Lingerieverkoper Von Zunder |
| Alfred Abel           | Dichter Knips               |
| Hans Hermann Schaufuß | Bibliothecaris              |
| Ingeborg von Kusserow | Dienstmeisje Babette        |
| Hans Richter          | Grenswachter Veit           |
| Rudolf Platte         | Hofkapelmeester             |
| Rudolf Klein-Rogge    | Kolonel Flumms              |
| Iwa Wanja             | Zangeres Tamara Pinelli     |
| Flockina von Platen   | Gravin Hadersdorff          |
| Otto Treßler          | Vorst Serenissimus          |
| Edwin Jürgensen       | Schouwburgintendant         |